# (8904) Yoshihara
(8904) Yoshihara est un astéroïde de la ceinture principale.

## Description
(8904) Yoshihara est un astéroïde de la ceinture principale. Il fut découvert le 15 novembre 1995 à Ōizumi par Takao Kobayashi. Il présente une orbite caractérisée par un demi-grand axe de 2,57 UA, une excentricité de 0,27 et une inclinaison de 3,8° par rapport à l'écliptique.

## Compléments